# Саркофаг Юния Басса
Саркофаг Юния Басса — мраморный раннехристианский саркофаг, в котором в 359 г. в базилике Святого Петра похоронили видного чиновника Юния Басса. В настоящее время саркофаг, признанный наиболее значительным памятником раннехристианской рельефной скульптуры, выставлен на обозрение публики в музее под собором.
Юний Басс (317—359) принадлежал к верхушке римской аристократии. На момент смерти он занимал пост городского префекта (то есть столичного губернатора), а его отец был префектом претория. На смертном одре он обратился в христианство, поэтому на саркофаге изображены сюжеты из Ветхого и Нового Заветов.
По традиции, пришедшей в Рим с востока, весь саркофаг ряд за рядом покрывают библейские сцены, разделённые колоннами. В отличие от барельефов арки Константина, лица персонажей несхожи друг с другом; головы непропорционально велики. Портрет покойного отсутствует, но на крышке саркофага высечена надпись, восхваляющая его доблести.
Христос представлен на саркофаге в соответствии с преобладавшей в то время иконографией в виде безбородого, коротко остриженного юноши. Сцены из Ветхого Завета (напр., жертвоприношение Авраама) подобраны таким образом, чтобы предвещать совершённую Христом жертву. Кульминационных в повествовательном смысле сцен (как, напр., распятие Христа) раннехристианские художники избегали. 
Рельефы саркофага Юния Басса запечатлели симбиоз древнеримской иконографии с зарождающимся христианским искусством. Отсылки к языческой художественной традиции здесь ещё многочисленны: это и аллегорические фигуры вроде Целия, и сбирающие урожай на торцах саркофага путти. Из сохранившихся памятников с саркофагом Юния Басса можно поставить рядом только саркофаг Двух Заветов из музея Пио-Кристиано.